# Seis Nações 2012
O Torneio das Seis Nações 2012 foi o torneio anual entre as seleções da França, Escócia, Inglaterra, Irlanda, Itália e País de Gales. Esta foi a 13ª edição realizada na atual formato. 
Neste ano devido a uma reforma do Stadio Flaminio, a Itália jogou em casa no Estádio Olímpico de Roma.
Os País de Gales foi a campeã da edição, ganhou o Grande Slam e a Tríplice Coroa.

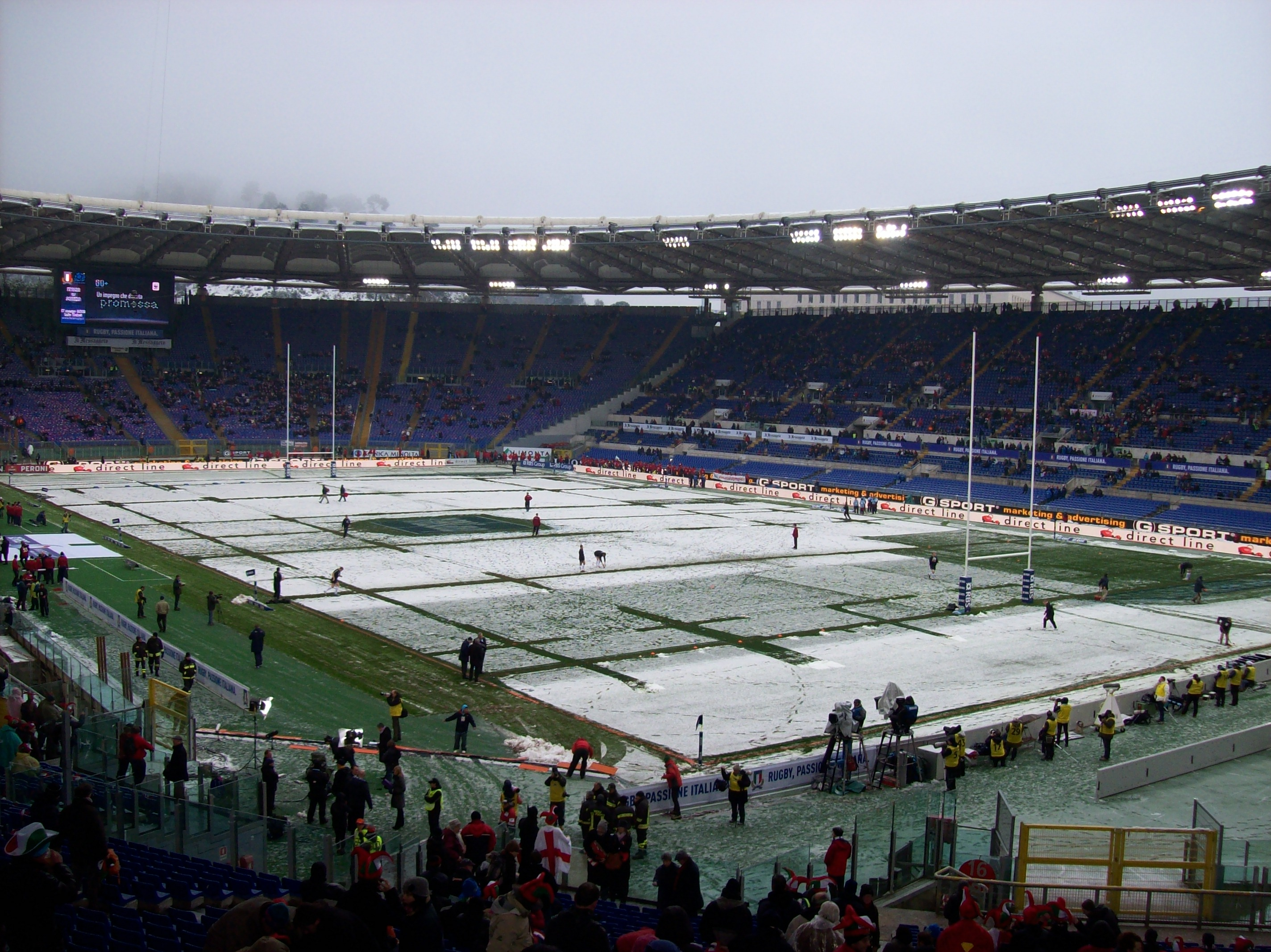
A primeira vez do Rugby no Estádio Olímpico de Roma, com a neve

## Classificação
| Colocação | Seleção       | Partidas | Partidas | Partidas | Partidas | Pontuação | Pontuação | Pontuação | Pontuação | Pontos |
| Colocação | Seleção       | Jogos    | Vitórias | Empates  | Derrotas | Marcados  | Sofridos  | Saldo     | Tries     | Pontos |
| --------- | ------------- | -------- | -------- | -------- | -------- | --------- | --------- | --------- | --------- | ------ |
| 1         | País de Gales | 5        | 5        | 0        | 0        | 109       | 58        | +51       | 10        | 10     |
| 2         | Inglaterra    | 5        | 4        | 0        | 1        | 98        | 71        | +21       | 7         | 8      |
| 3         | Irlanda       | 5        | 2        | 1        | 2        | 121       | 94        | +27       | 13        | 5      |
| 4         | França        | 5        | 2        | 1        | 2        | 101       | 86        | +15       | 8         | 5      |
| 5         | Itália        | 5        | 1        | 0        | 4        | 53        | 121       | −68       | 4         | 2      |
| 6         | Escócia       | 5        | 0        | 0        | 5        | 56        | 108       | −52       | 4         | 0      |

Pontuação: Vitória = 2, Empate = 1, Derrota = 0 

## Jogos

### 1ª Rodada
| 4 de Fevereiro de 2012 | França | 30 – 12 | Itália                                                                         | Stade de France, Paris               |  |
|                        | Tries: Aurélien Rougerie 21' Julien Malzieu 35' Vincent Clerc 54' Wesley Fofana 72' Conv: Dimitri Yachvili Penais: Dimitri Yachvili 12' 52' |         | Penais: Kristopher Burton 30' 47' Tobias Botes 60' Drop: Kristopher Burton 18' | Público: 79,563 Árbitro: Nigel Owens |  |

| 4 de Fevereiro de 2012 | Escócia                   | 6 – 13 | Inglaterra                                                                 | Murrayfield, Edimburgo                 |  |
|                        | Penais: Dan Parks 26' 33' |        | Tries: Charlie Hodgson 41' Conv: Owen Farrell Penais: Owen Farrell 23' 75' | Público: 67,144 Árbitro: George Clancy |  |

| 5 de Fevereiro de 2012 | Irlanda                                                                                      | 21 – 23 | País de Gales                                                                                         | Aviva Stadium, Dublin                 |  |
|                        | Tries: Rory Best 37' Tommy Bowe 68' Conv: Jonathan Sexton Penais: Jonathan Sexton 4' 44' 60' |         | Tries: Jonathan Davies 13' 55' George North 76' Conv: Leigh Halfpenny Penais: Leigh Halfpenny 54' 80' | Público: 51,000 Árbitro: Wayne Barnes |  |

### 2ª Rodada
| 11 de Fevereiro de 2012 | Itália | 15 – 19 | Inglaterra                                                                         | Estádio Olímpico de Roma                |  |
|                         | Tries: Giovanbattista Venditti 38' Tommaso Benvenuti 40' Conv: Kristopher Burton Penais: Kristopher Burton 48' |         | Tries: Charlie Hodgson 51' Conv: Owen Farrell Penais: Owen Farrell 27' 36' 55' 66' | Público: 72,000. Árbitro: Jérôme Garcès |  |

| 4 de Março de 2012 | França                                                        | 17 – 17 | Irlanda                                                                     | Stade de France, Paris                |  |
|                    | Tries: Wesley Fofana 51' Penais: Morgan Parra 23' 30' 48' 57' |         | Tries: Tommy Bowe 13' 38' Conv: Jonathan Sextox Penais: Jonathan Sexton 27' | Público: 80,000 Árbitro: Dave Pearson |  |

| 12 de Fevereiro de 2012 | País de Gales                                                                                          | 27 – 13 | Escócia                                                                    | Millennium Stadium, Cardiff |  |
|                         | Tries: Alex Cuthbert 42' Leigh Halfpenny 51' 56' Conv: Leigh Halfpenny Penais: Leigh Halfpenny 30' 46' |         | Tries: Greig Laidlaw 64' Conv: Greig Laidlaw Penais: Greig Laidlaw 22' 49' | Árbitro: Romain Poite       |  |

### 3ª Rodada
| 25 de Fevereiro de 2012 | Irlanda | 42 – 10 | Itália                                                               | Aviva Stadium, Dublin                  |  |
|                         | Tries: Keith Earls 16' Tommy Bowe 39' 61' Tom Court 77' Andrew Trimble 80' Conv: Jonathan Sexton Penais: Jonathan Sexton 11' 49' 59' |         | Tries: Sergio Parisse 35' Conv: Tobias Botes Penais: Tobias Botes 8' | Público: 51.000 Árbitro: Craig Joubert |  |

| 25 de Fevereiro de 2012 | Inglaterra                           | 12 – 19 | País de Gales                                                                              | Twickenham, Londres                  |  |
|                         | Penais: Owen Farrell 24' 30' 39' 46' |         | Tries: Scott Williams 76' Conv: Leigh Halfpenny 8' Penais: Leigh Halfpenny 26' 35' 54' 73' | Público: 80,764 Árbitro: Steve Walsh |  |

| 26 de Fevereiro de 2012 | Escócia                                                                                       | 17 – 23 | França | Murrayfield, Edimburgo                |  |
|                         | Tries: Stuart Hogg 8' Lee Jones 56' Conv: Greig Laidlaw Duncan Weir Penais: Greig Laidlaw 26' |         | Tries: Wesley Fofana 28' Maxime Médard 59' Conv: Morgan Parra Penais: Morgan Parra 39' 47' Drop: Lionel Beauxis 69' | Público: 67,200 Árbitro: Wayne Barnes |  |

### 4ª Rodada
| 10 de Março de 2012 | País de Gales | 24 – 3 | Itália                       | Millennium Stadium, Cardiff |  |
|                     | Tries: Jamie Roberts 50' Alex Cuthbert 78' Conv: Leigh Halfpenny Penais: Leigh Halfpenny 10' 20' 37' Rhys Priestland 70' |        | Penais: Mirco Bergamasco 13' | Árbitro: George Clancy      |  |

| 10 de Março de 2012 | Irlanda | 32 - 14 | Escócia                                                | Aviva Stadium, Dublin  |  |
|                     | Tries: Rory Best 13' Eoin Reddan 33' Andrew Trimble 40' Fergus McFadden 76' Conv: Jonathan Sexton Penais: Jonathan Sexton 25' 71' |         | Tries: Richie Gray 36' Penais: Greig Laidlaw 3' 9' 31' | Árbitro: Chris Pollock |  |

| 11 de Março de 2012 | França | 22 – 24 | Inglaterra                                                                                      | Stade de France, Paris                 |  |
|                     | Tries: Wesley Fofana 75' Conv: Morgan Parra Penais: Lionel Beauxis 17' 40' 69' Julien Dupuy 33' Morgan Parra 65' |         | Tries: Manu Tuilagi 12' Ben Foden 17' Tom Croft 71' Conv: Owen Farrell Penais: Owen Farrell 50' | Público: 80.895 Árbitro: Alain Rolland |  |

### 5ª Rodada
| 17 de Março de 2012 | Itália                                                                                                  | 13 - 6 | Escócia                       | Estádio Olímpico de Roma |  |
|                     | Tries: Giovanbattista Venditti 43' Conv: Kris Burton Penais: Mirco Bergamasco 11' Drop: Kris Burton 77' |        | Penais: Greig Laidlaw 36' 60' | Árbitro: Alain Rolland   |  |

| 17 de Março de 2012 | País de Gales                                                                      | 19 - 6 | França                                              | Millennium Stadium, Cardiff |  |
|                     | Tries: Alex Cuthbert 21' Conv: Leigh Halfpenny Penais: Leigh Halfpenny 33' 53' 76' |        | Penais: Dimitri Yachvili 11' 74' Lionel Beauxis 44' | Árbitro: Craig Joubert      |  |

| 17 de Março de 2012 | Inglaterra                                                                                         | 30 - 9 | Irlanda                             | Twickenham, Londres  |  |
|                     | Tries: Try Penal 58' Ben Youngs 74' Conv: Owen Farrell Penais: Owen Farrell 3' 24' 35' 49' 65' 78' |        | Penais: Jonathan Sexton 16' 40' 52' | Árbitro: Nigel Owens |  |

## Campeão
| Seis Nações 2012           |
| -------------------------- |
| País de Gales (25º título) |